# Ma Buqing
Pour les articles homonymes, voir Buqing.
Ma Buqing (chinois simplifié : 马步青 ; chinois traditionnel : 馬步青 ; pinyin : mǎ bùqīng ; Wade : Ma Pu-ching), né en 1897 ou 1901 dans le Xian de Linxia, province du Gansu, sous la dynastie Qing, et décédé le 9 février 1977 à Taipei, île de Taïwan, sous la république de Chine (Taïwan), est un officier hui de la Clique des Ma, pendant la période des Seigneurs de la guerre chinois (1916-1928), sous le gouvernement de Beiyang de la république de Chine (1912-1949), en Chine continentale.

## Biographie

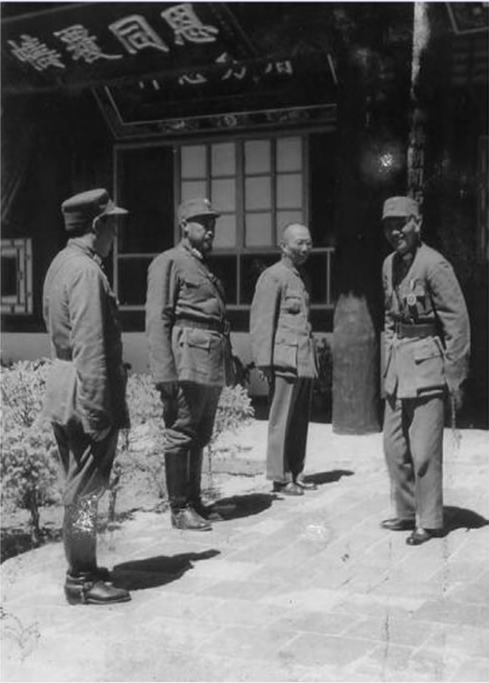
Rencontre, avec Ma Bufang de Tchang Kaï-chek à Xining, capitale du Qinghai, en 1942.

À 17 ans, il obtient le poste de Guandai (zh) (管带, guǎndài), dans l'Armée Ninghai
En 1920, Ma Fuxiang (马福祥, mǎ fúxiáng), le désigne commandant de garnison.
Dans la 23e année de la république de Chine, (1934), il envoie un émissaire assassiner Niu Zaikun (zh) (牛载坤), dirigeant du Xian de Minqin.
Il décède le 9 février 1977 à Taipei (台北/臺北)